# Cefalometria rtg
Cefalometria rtg – ocena kształtu i wielkości główki płodu w celu oceny niewspółmierności porodowej. W stomatologii: badanie rentgenowskie stosowane w ortodoncji i chirurgii szczękowo-twarzowej. Pozwala na ocenę położenia kości czaszki, zębów oraz tkanek miękkich twarzy.

## Parametry
Dla analizy stosunku wielkości główki płodu do kanału miednicy potrzebne są 3 wymiary główki:
- wymiar prosty – (czołowo-potyliczny) prawidłowo wynosi 12 cm. Jest dobrym wskaźnikiem dojrzałości płodu,
- wymiar poprzeczny duży – (między guzami kości ciemieniowych), prawidłowo wynosi 9,5 cm. Określa wymiar tej części główki, która wstawia się do płaszczyzny wchodu[3],
- wymiar skośny mały – (podpotyliczno-ciemieniowy) prawidłowo wynosi 9,5 cm. Określa wymiar tej części główki, która wstawia się do płaszczyzny wchodu. Dane dotyczące główki płodu są bardzo ważne w przypadkach jej nieustalenia się, ale również w położeniach miednicowych.